# Phiên âm giản thể THL
Phiên âm giản thể THL của tiếng Tây Tạng Chuẩn (hay viết tắt là Phiên âm THL) là một hệ thống để diễn đạt ngữ âm của ngôn ngữ Tây Tạng.
Hệ thống này do David Germano và Nicolas Tournadre tạo ra và được xuất bản vào ngày 12 tháng 12 năm 2003. Về cơ bản, đây là Hệ thống phiên âm Tournadre dạng đơn giản, được Tournadre sử dụng trong các sách giáo khoa tiếng Tây Tạng của ông.
THL (trước đây là THDL) là viết tắt của dự án "Thư viện Tây Tạng và Himalaya" (Tibetan and Himalayan Library), do Đại học Virginia tổ chức.